# Au nom du Christ
Pour plus de détails, voir Fiche technique et Distribution.
Au nom du Christ est une réalisation cinématographique ivoirienne, produite en 1993,.
Ce film est une œuvre du cinéaste ivoirien Roger Gnoan M'Bala.

## Synopsis
Dans le petit village d'Afrique de l'Ouest où se déroule cette fable ironique, un pauvre porcher, qui ne cesse d'être méprisé par les hommes de son village, faillit se noyer dans le fleuve un jour où il a trop bu. Sorti de l'eau, il a alors la vision d'un « enfant de Dieu », qui l'aurait choisi entre tous pour sauver son peuple. Désormais, il se présente aux siens comme Magloire Ier, le « cousin du Christ ». Un peu fou, un peu voleur, charlatan pour les uns, prodige pour les autres, il règne en maître absolu et pousse ses convictions à l’extrême, allant jusqu’à se faire crucifier comme le Christ. Ce film évoque avec humour la prolifération des sectes et les aberrations qu’elles peuvent véhiculer dans une Afrique ballottée entre tradition, modernité et pouvoir,.

## Fiche technique
- Réalisation : Roger Gnoan M'Bala
- Production : Amka Films Productions SA[6]
- Scénario : Roger Gnoan M’Bala, Jean-Marie Adiaffi, Bertin Akaffou
- Image : Mohammed Soudani
- Son : Jean-Pierre Fenié
- Musique : Paul Wassaba
- Montage : Djangoye Amoussy[7]

## Distribution
- Pierre Gondo
- Naky Sy Savané
- Akissi Delta
- Felix Lago
- Martin Guedeba
- Albert Nguessan "Ayatollah"[7]

## Festivals et Prix
- Fespaco 1993 : Grand prix Étalon de Yennenga [8]
- Prix Afrique en Création[9] (ministère de la Coopération en France), 1993
- Festival international du film de Locarno[10] (Suisse) 1993 : Prix spécial de la jeunesse
- Journées du Cinéma Africain à Perugia (Italie), 1994) : 1er prix de long métrage
- Milan 1994 : Prix spécial du jury
- Vues d'Afrique Montréal 1994 : Grand Prix
- Durban International Film Festival 2002
- Black Movie (Genève) 2002[11]